# Leucochimona molina
Leucochimona molina is een vlindersoort uit de familie van de prachtvlinders (Riodinidae), onderfamilie Riodininae.
Leucochimona molina werd in 1885 beschreven door Godman & Salvin.